# Eurya
Eurya är ett släkte av tvåhjärtbladiga växter. Eurya ingår i familjen Pentaphylacaceae.

## Bildgalleri

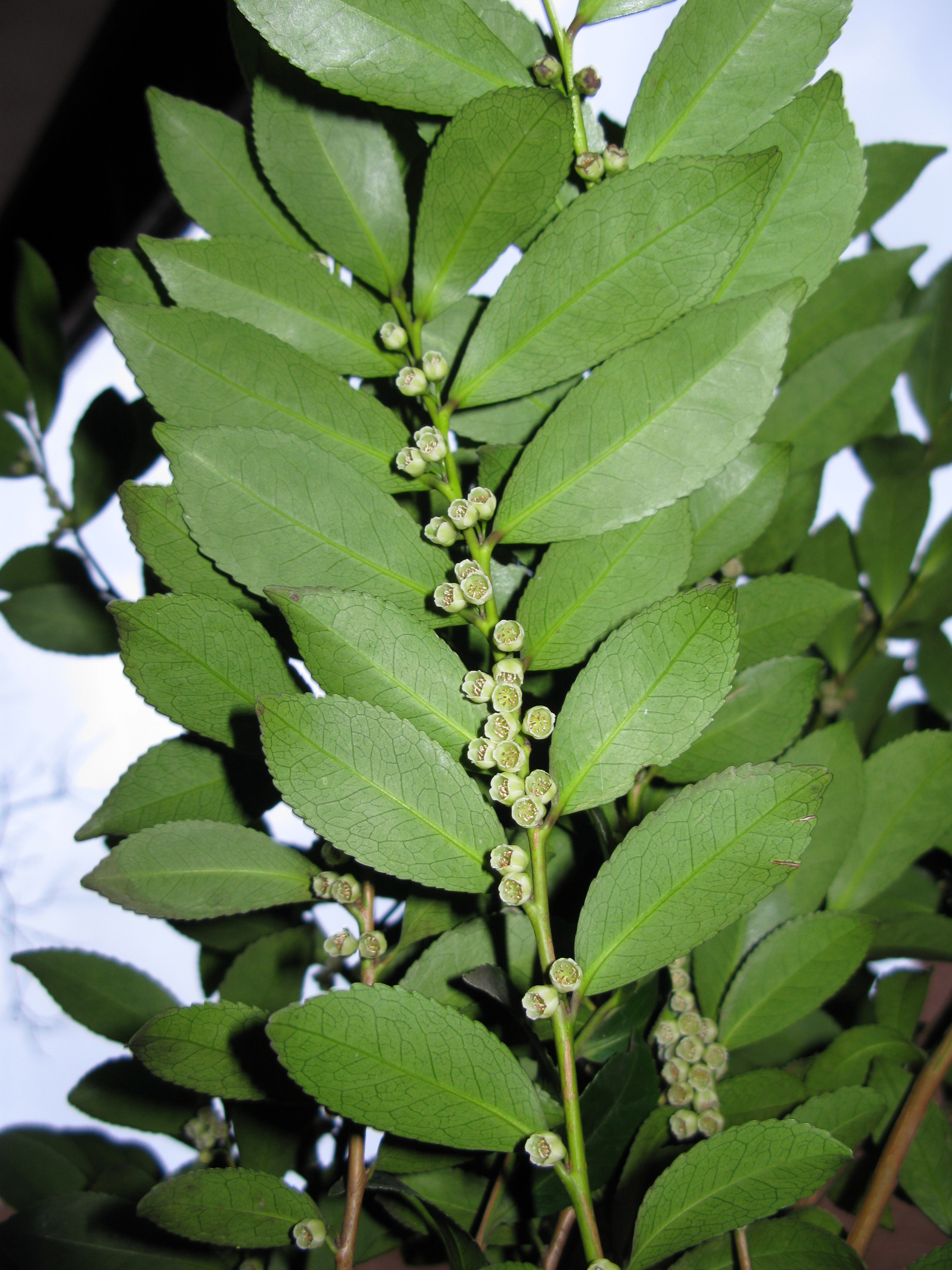

## Dottertaxa tillEurya, i alfabetisk ordning[1]
- Eurya acromonodontus
- Eurya acuminata
- Eurya acuminatissima
- Eurya acuminoides
- Eurya acutisepala
- Eurya adenocephala
- Eurya alata
- Eurya albiflora
- Eurya amplexicaulis
- Eurya amplexifolia
- Eurya arunachalensis
- Eurya asterica
- Eurya auriformis
- Eurya bifidostyla
- Eurya brassii
- Eurya brevistyla
- Eurya buxifolia
- Eurya calotricha
- Eurya castaneifolia
- Eurya cavinervis
- Eurya cerasifolia
- Eurya ceylanica
- Eurya chinensis
- Eurya chuekiangensis
- Eurya ciliata
- Eurya coriacea
- Eurya crassilimba
- Eurya crenatifolia
- Eurya cuneata
- Eurya decurrens
- Eurya dielsiana
- Eurya disticha
- Eurya distichophylla
- Eurya domaensis
- Eurya emarginata
- Eurya eymae
- Eurya fangii
- Eurya finisterrica
- Eurya fragilis
- Eurya glaberrima
- Eurya glabra
- Eurya glandulosa
- Eurya gnaphalocarpa
- Eurya gracilipes
- Eurya greenmaniana
- Eurya greenwoodii
- Eurya groffii
- Eurya gungshanensis
- Eurya hainanensis
- Eurya handel-mazzettii
- Eurya hayatai
- Eurya hebbemensis
- Eurya hebeclados
- Eurya hellwigii
- Eurya henryi
- Eurya hupehensis
- Eurya idenburgiensis
- Eurya impressinervis
- Eurya inaequalis
- Eurya japonica
- Eurya jintungensis
- Eurya kerigomnica
- Eurya kuboriensis
- Eurya kueichouensis
- Eurya lanceiformis
- Eurya laotica
- Eurya leptanta
- Eurya leptophylla
- Eurya longisepala
- Eurya loquaiana
- Eurya lunglingensis
- Eurya macartneyi
- Eurya magniflora
- Eurya malipoensis
- Eurya megatrichocarpa
- Eurya meizophylla
- Eurya merrilliana
- Eurya metcalfiana
- Eurya montis-wilhelmii
- Eurya muricata
- Eurya nanjenshanensis
- Eurya nitida
- Eurya obliquifolia
- Eurya oblonga
- Eurya obovata
- Eurya obtusifolia
- Eurya osimensis
- Eurya ovatifolia
- Eurya oxysepala
- Eurya paratetragonoclada
- Eurya patentipila
- Eurya pentagyna
- Eurya pentastyla
- Eurya perryana
- Eurya perserrata
- Eurya persicifolia
- Eurya phyllopoda
- Eurya pickeringii
- Eurya pittosporifolia
- Eurya platyptera
- Eurya pluriflora
- Eurya polygama
- Eurya polyneura
- Eurya prunifolia
- Eurya pseudocerasifera
- Eurya pullenii
- Eurya pyracanthifolia
- Eurya quinquelocularis
- Eurya reflexa
- Eurya rehderiana
- Eurya rengechiensis
- Eurya richii
- Eurya roemeri
- Eurya rubiginosa
- Eurya rugosa
- Eurya sakishimensis
- Eurya sandwicensis
- Eurya saxicola
- Eurya semiserrulata
- Eurya spiralis
- Eurya steenisii
- Eurya stenophylla
- Eurya strigillosa
- Eurya subcordata
- Eurya subintegra
- Eurya taronensis
- Eurya ternatana
- Eurya tetragonoclada
- Eurya tigang
- Eurya tonkinensis
- Eurya trichocarpa
- Eurya tsaii
- Eurya tsingpienensis
- Eurya turfosa
- Eurya urophylla
- Eurya wardii
- Eurya weissiae
- Eurya velutina
- Eurya wenshanensis
- Eurya vestita
- Eurya vitiensis
- Eurya wuliangshanensis
- Eurya yaeyamensis
- Eurya yunnanensis
- Eurya zigzag